# کمپرسر استیشن شماره ۱۰ استولپورت
کمپرسر استیشن شماره ۱۰ استولپورت (به انگلیسی: Compressor Station Number 10 STOLport) یک فرودگاه خصوصی است که یک باند فرود آسفالت دارد و طول باند آن ۸۹۹ متر است. این فرودگاه در شهر کنت، اورگن کشور ایالات متحده آمریکا قرار دارد و در ارتفاع ۸۱۵ متری از سطح دریا واقع شده‌است.